# Walerij Karietnikow
Walerij Karietnikow, ros. Валерий Каретников (ur. 19 sierpnia 1963) – radziecki i rosyjski skoczek narciarski. Najlepsze wyniki w Pucharze Świata osiągnął w sezonie 1985/1986, kiedy zajął 33. miejsce w klasyfikacji generalnej.
Brał udział w mistrzostwach świata w Oslo i Oberstdorfie, ale bez sukcesów.

## Puchar Świata w skokach narciarskich

### Miejsca w klasyfikacji generalnej
- sezon 1980/1981: -
- sezon 1981/1982: -
- sezon 1982/1983: -
- sezon 1983/1984: -
- sezon 1984/1985: -
- sezon 1985/1986: 33
- sezon 1986/1987: 78

### Miejsca na podium chronologicznie
- Klingenthal (18 stycznia 1986) - 3. miejsce

## Mistrzostwa świata
- Indywidualnie
  - 1982 Oslo (NOR) – 51. miejsce (normalna skocznia)
  - 1987 Oberstdorf (RFN) – 18. miejsce (duża skocznia), 32. miejsce (normalna skocznia)